# 地三鲜

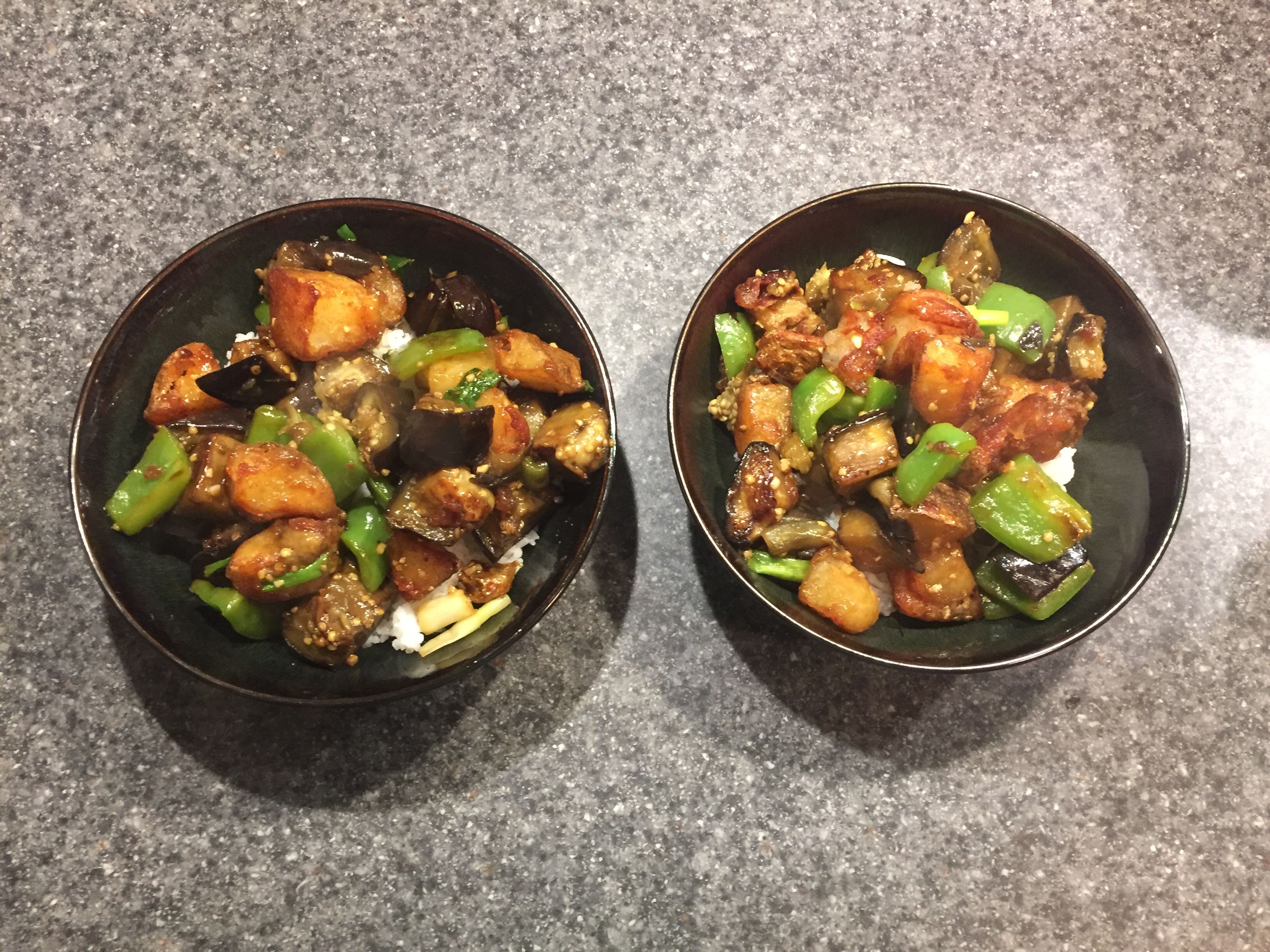
地三鲜

地三鲜是一道由炒马铃薯、茄子和青椒三样菜制成的中国菜，其他食材可能包括蒜、葱等。它被认为是中国东北菜中的经典菜肴，在中国北方很常见。